# Міжнародний день зменшення небезпеки лих
Міжнародний день зменшення небезпеки лих (офіційними мовами ООН: англ. International Day for Disaster Reduction, IDDR; фр. Journée internationale de la prévention des catastrophes; ісп. Día Internacional para la Reducción de los Desastres; рос. Международный день уменьшения опасности бедствий) був встановлений Генеральною Асамблеєю Організації Об'єднаних Націй в цілях підвищення обізнаності про необхідні заходи для зниження небезпеки лих. Протягом 25 років Міжнародний день зменшення небезпеки лих був основною подією глобальної обізнаності, щоб визнати прогрес та заохочувати подальші зусилля по створенню спільнот та країн, що живуть під час стихійних лих.

## Історія
Резолюцією 44/236 від 22 грудня 1989 року Генеральна Асамблея ООН постановила оголосити другу середу жовтня Міжнародним днем по зменшенню небезпеки стихійних лих (англ. International Day for Natural Disaster Reduction).
Міжнародний день відзначався щорічно протягом проголошеного ООН Міжнародного десятиріччя зменшення небезпеки стихійних лих [Архівовано 10 жовтня 2017 у Wayback Machine.], що проводилося у 1990-1999 роки.
21 грудня 2009 року Генеральна Асамблея в своїй резолюції 64/200 ухвалила проголосити 13 жовтня датою святкування Дня і змінила назву на Міжнародний день зменшення небезпеки лих (англ. International Day for Disaster Reduction).
На третій Всесвітній конференції зі зменшення небезпеки лих (англ. Third UN World Conference on Disaster Risk Reduction) в Японії у березні 2015 року було підкреслено, що стихійні лиха приносять смерть, руйнування і викликають соціальні та економічні потрясіння в першу чергу на місцевому рівні. Щорічно мільйони людей змушені залишати рідні місця в результаті стихійних лих. У 2014 році переміщеними особами стали 19,3 мільйона чоловік. В результаті стихійних лих країни змушені скорочувати ресурси, асигновані на програми з вирішення завдань сталого розвитку. 

### Сендайська програма скорочення ризиків стихійних лих
На Всесвітній конференції ООН 2015 була прийнята Сендайська програма скорочення ризиків стихійних лих (англ. Sendai Framework for Disaster Risk Reduction).
Програмою були встановлені цілі по рокам, які мають стати базою для тематики наступних днів:
- 2016:  ціль (а) – суттєво зменшити глобальну смертність від катастроф до 2030 року (Індикатор: середньосвітовий показник «Смертність від стихійних лих/на 100 тис. осіб» за десятиріччя 2020-2030 років у порівнянні з періодом 2005-2015 років);
- 2017: ціль (б) – суттєво зменшити кількість людей, що постраждали в усьому світі до 2030 року ((Індикатор: «Середньорічна кількість постраждалих/на 100 тис. осіб» за десятиріччя 2020-2030 років у порівнянні з періодом 2005-2015 років;
- 2018: ціль (с) – скоротити економічні збитки від прямого стихійного лиха у порівнянні зі світовим валовим продуктом (ВВП) до 2030 року;
- 2019: ціль (d) – суттєво зменшити шкоду від наслідків надзвичайної інфраструктури та порушення основних послуг, зокрема охорони здоров'я та освітніх закладів, в тому числі шляхом підвищення їх стійкості до 2030 року;
- 2020: ціль (e) – суттєво збільшити кількість країн з національними та місцевими стратегіями зменшення ризику стихійних лих до 2020 року;
- 2021: ціль (f) – суттєво посилити міжнародне співробітництво з країнами, що розвиваються, шляхом адекватної та стабільної підтримки, доповнюючи їх національні стратегії щодо впровадження цієї рамки до 2030 року;
- 2022: ціль (g) – суттєво збільшити доступ до систем раннього попередження та надання інформації та оцінки ризиків стихійних лих до 2030 року. [Архівовано 10 жовтня 2017 у Wayback Machine.]

## Тематика Міжнародних днів зменшення небезпеки лих
Щорічно Міжнародний день зменшення небезпеки лих проходить за визначеною тематикою.
Тема Дня 2017: Дом, безпечний дім: підвищення стійкості до стихійних лих, зменшення кількості переміщених осіб (англ. Home Safe Home: Reducing Exposure, Reducing Displacement). 
Темами попередніх днів були:
- 2015: Знання задля життя (англ. Knowledge for Life);
- 2014: стійкість в ім’я життя (англ. Resilience is for Life);
- 2013: Інваліди діють у зменшенні катастроф (англ. Living with Disability and Disasters);
- 2012: Жінки та дівчата: ресурс стійкості (англ. Women and Girls: the Invisible Force of Resilience);
- 2011: Діти та молодь - партнери у зменшенні ризику стихійних лих: кроки для зниження ризику стихійних лих (англ. Children and Young People are partners for Disaster Risk Reduction: Step Up for Disaster Risk Reduction);
- 2010: Стійкість мого міста до катастроф (англ. My City is Getting Ready);
- 2009/2008: Лікарні, безпечні від катастрофи (англ. Hospitals Safe from Disaster);
- 2007/2006: Зменшення ризику стихійних лих розпочинається в школі (англ. Disaster Risk Reduction Begins at School);
- 2005: Інвестувати, щоб запобігти катастрофі (Iангл. nvest to Prevent Disaster);
- 2004: Сьогоднішні катастрофи для формування завдань завтрашнього дня (англ. Today's disasters for tomorrow's hazards);
- 2003: Перетворення хвилі ... (англ. Turning the tide...);
- 2002: Сталий розвиток гір (англ. Sustainable mountain development);
- 2001: Боротьба з катастрофами, вразливість цілей (англ. Countering Disasters, Targeting Vulnerability);
- 2000: Запобігання стихійним лихам, освіта та молодь (англ. Disaster Prevention, Education and Youth).